# Lee Daniels
Lee Louis Daniels, född 24 december 1959 i Philadelphia, Pennsylvania, är en amerikansk skådespelare, producent och regissör. Han är bland annat känd för att ha producerat Monster's Ball och regisserat Precious. 

## Karriär

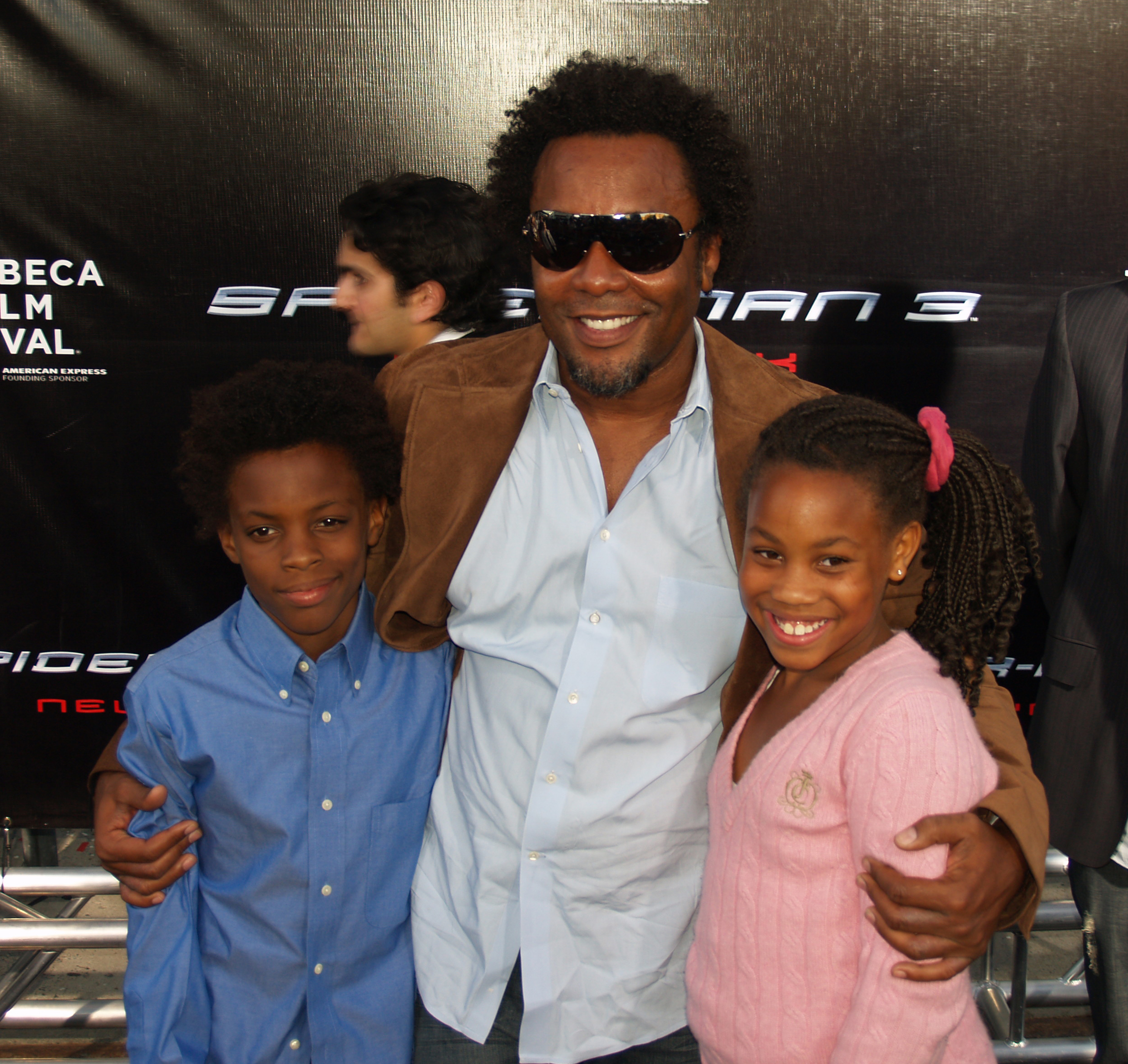
Lee Daniels med sina barn, 2007.

Monster's Ball, som var den första film han producerade blev en succé och nominerades till två Oscar 2002, varav Halle Berry fick en, i kategorin bästa kvinnliga huvudroll. Sedan producerade han The Woodsman, med Kevin Bacon, Kyra Sedgwick och Mos Def, som belönades med flera priser. Daniels gjorde sin regidebut 2006 med filmen Shadowboxer, med Helen Mirren, Cuba Gooding, Jr., Stephen Dorff, Vanessa Ferlito, Mo'Nique, Joseph Gordon-Levitt och Macy Gray. 2008 producerade han filmen  Tennessee, som skrevs av Russell Schaumberg och regisserades av Aaron Woodley (Rhinoceros Eyes). Filmen handlar om två bröder, spelade av Adam Rothenberg och Ethan Peck, som reser från New Mexico till Tennessee för att söka efter sin far. På vägen möter de Krystal (Mariah Carey), en sångerska som flyr från sin kontrollerande make (Lance Reddick) för att följa med dem på resan.
Daniels regisserade dramafilmen Precious som hade premiär på  Sundance Film Festival 2009. Filmen är en filmatisering av romanen Push, av Sapphire. Den nominerades till Oscars för i två kategorier, bästa regi och bästa film. 2015 hade TV-serien Empire som han skapat tillsammans med Danny Strong.

## Filmografi i urval

### Producent
- 2001 – Monster's Ball
- 2004 – The Woodsman
- 2005 – Shadowboxer
- 2008 – Tennessee
- 2009 – Precious
- 2015 – Empire (TV-serie)

### Regissör
- 2005 – Shadowboxer
- 2009 – Precious
- 2012 – The Paperboy
- 2013 – The Butler

### Skådespelare
- 1986 – A Little Off Mark
- 2004 – Agnes und seine Brüder
- 2005 – Shadowboxer